# Alseidy
Alseidy (gr. Ἀλσηΐδες Alsēḯdes, l.poj. Ἀλσηΐς Alsēḯs, łac. Alseides, l.poj. Alseid) – w mitologii greckiej nimfy mieszkające w gęstwinach leśnych i zagajnikach (gr. ἄλσεα álsea). Lubiły straszyć podróżnych.
Pierwszym klasycznym autorem, który wspomniał o nich, był Homer w swojej Iliadzie:

Z rzek nie zabrakło tam żadnej, z wyjątkiem Okeanosa,

ani z Nimf, które wśród gajów świętych i pięknych mieszkały

i nad źródłami rzecznymi, i pośród łąk rozkwieconych

Pojawiają się także w Odysei i w Hymnach homeryckich.